# Yoo Sang-chul
Yoo Sang-chul (coreà: 유상철)  (Seül, 18 d'octubre de 1971 - Seül, 7 de juny de 2021) fou un futbolista i entrenador sud-coreà.
Com a futbolista va jugar a diversos clubs de Corea del Sud i Japó. Al club on més anys romangué fou l'Ulsan Hyundai Horang-i, destacant també a Yokohama Marinos. També jugà 122 partits amb la selecció de Corea del Sud, en els quals marcà 18 gols. Participà a dos Mundials, el 1998 i 2002, marcant un gol en cada edició. També participà en els Jocs Olímpics de 2004.
Morí el 7 de juny de 2021 com a conseqüència d'un càncer de pàncrees que li havia estat diagnosticat el novembre de 2019.